# Zuid-Afrikahuis

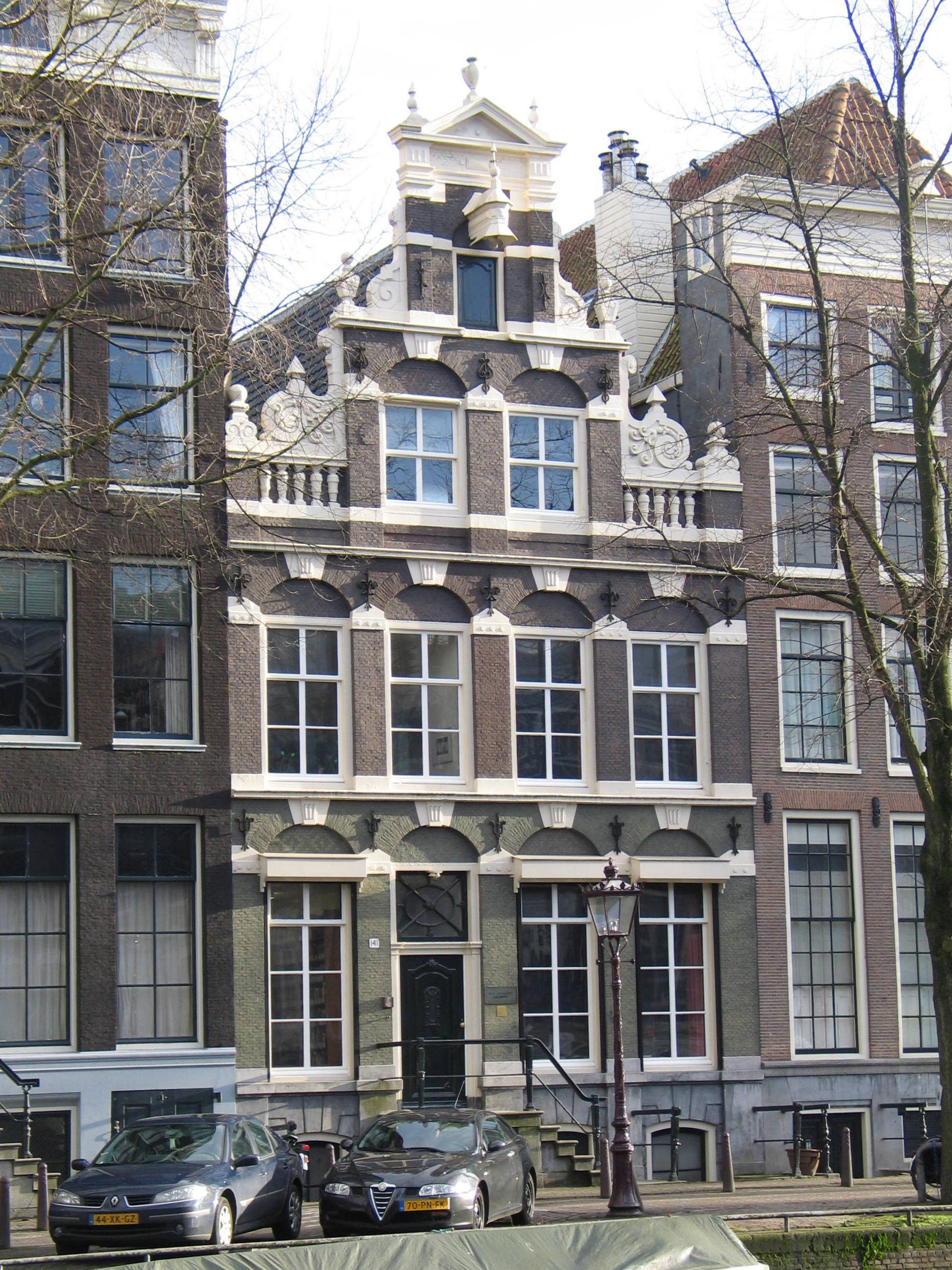
Keizersgracht 141, Amsterdam

Het Zuid-Afrikahuis in Amsterdam is een centraal informatiepunt over Zuid-Afrika dat de omvangrijkste bibliotheek over Zuid-Afrika in Nederland beheert. Met regelmaat worden literaire avonden met schrijvers en dichters georganiseerd, maar ook cursussen Afrikaanse taal en ontmoetingsdagen voor Nederlanders en Zuid-Afrikanen. Hier zijn onder anderen gevestigd: Stichting ZASM, Nederlands-Zuid-Afrikaanse Vereniging (NZAV), de Stichting Studiefonds en het Maandblad Zuid-Afrika.

## Geschiedenis

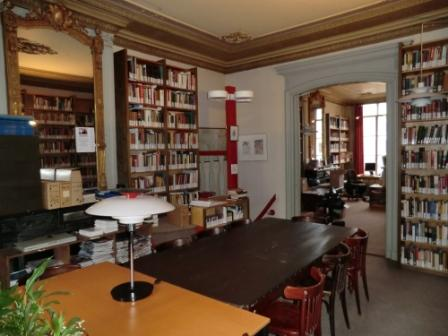
Bibliotheek Zuid-Afrikahuis

De Stichting ter bevordering van de studie van taal, letterkunde, cultuur en geschiedenis van Zuid-Afrika (1932) richtte in 1933 een bijzondere leerstoel Afrikaanse taal- en letterkunde op aan de Gemeentelijke Universiteit van Amsterdam (nu Universiteit van Amsterdam). Als bibliotheek voor deze leerstoel werd in 1939 het Suid-Afrikaanse Instituut (SAI) opgericht. In 1950 verhuisde de bibliotheek op uitnodiging van de Stichting ZASM naar de Keizersgracht 141 te Amsterdam, waar ook de hoogleraar zijn kantoor en collegeruimte kreeg. De droom van de Nederlands-Zuid-Afrikaanse Vereniging en Stichting ZASM was om het pand Keizersgracht 141 te maken tot een soort Zuid-Afrikaans cultureel centrum. In de jaren 80 verdween de leerstoel wegens bezuiniging bij de UvA.
Op 19 januari 1984 werd het Zuid-Afrikahuis bestormd door anti-apartheidsactivisten. Honderden boeken, waaronder kostbare en unieke boeken, werden uit de bibliotheek gehaald en door activisten in de Keizersgracht gegooid. Ook werd het Zuid-Afrikahuis van buiten als van binnen met verf beklad. Hoewel oppervlakkige schade hersteld kon worden, bleef grotere schade zoals waterschade aan boeken, nog lange tijd zichtbaar. Pas in 2014 werd de schade aan de collectie met behulp van het Regionaal Archief Alkmaar gerestaureerd.

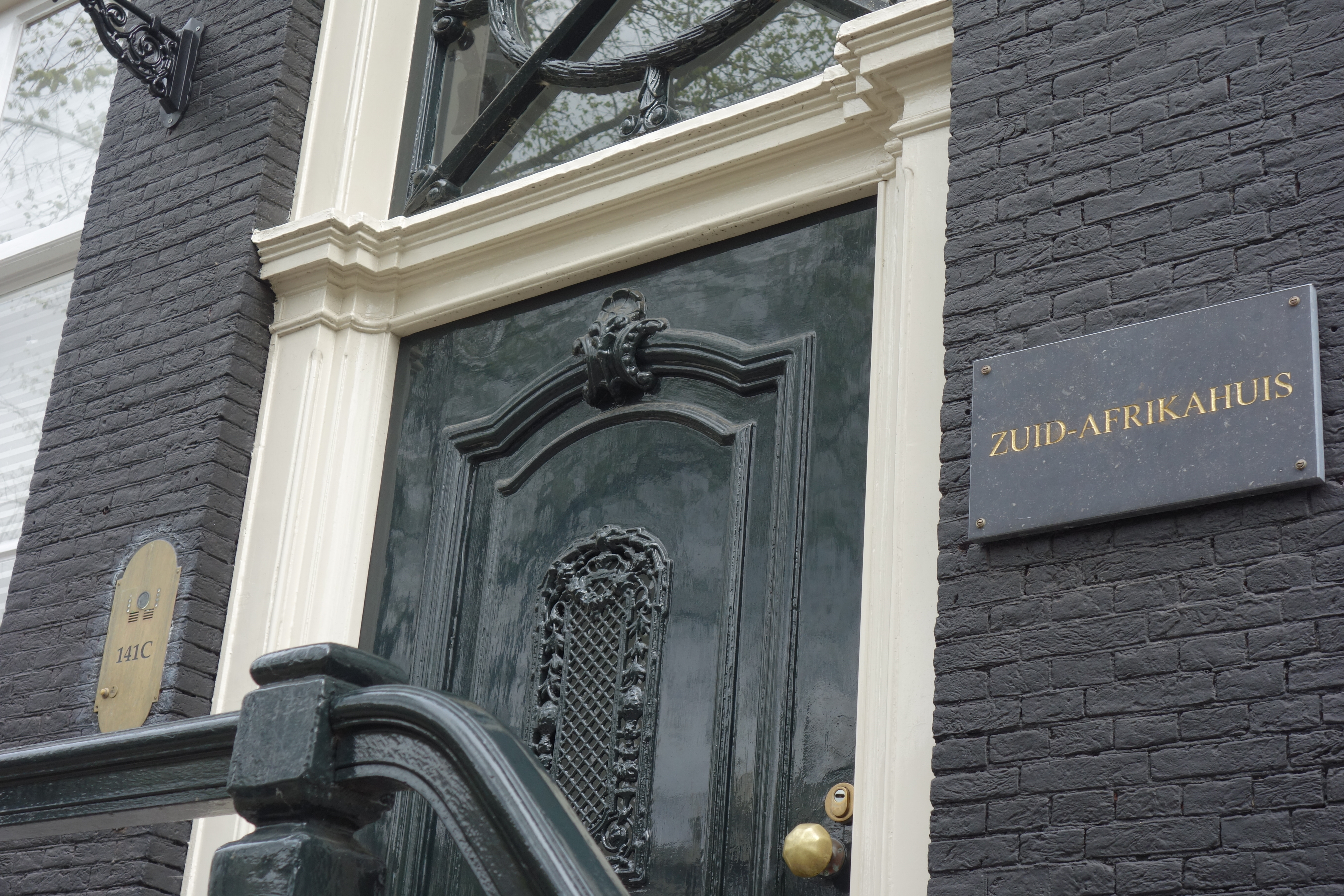
Zuid-Afrikahuis (2018)

Over bleef de bibliotheek van het Suid-Afrikaanse Instituut. De bibliotheek is met zijn collectie van ruim 52.000 titels, ca. 40 lopende en ca. 550 afgesloten tijdschriften, fotomateriaal en andere documentatie de grootste verzameling documenten over Zuid-Afrika, buiten Zuid-Afrika. De collectie is ter plaatse in te zien en gedeeltelijk te leen. Het zwaartepunt van de collectie ligt op de gebieden van oude en moderne Zuid-Afrikaanse taal- en letterkunde, geschiedenis, kunst, politiek, theologie en gedragswetenschappen. Bijzonder zijn onder meer de grote collectie foto's over de Boerenoorlogen en de vele documenten over de Nederlandsch-Zuid-Afrikaansche Spoorwegmaatschappij (ZASM).
In 2012 besloot de Stichting ZASM dat het de financiële lasten van het Zuid-Afrikahuis, dat bovendien dringend gerestaureerd moest worden, niet langer te dragen waren. Er zou gezocht worden naar een nieuwe plek voor de verschillende collecties. Om sluiting voor te bereiden ging het Suid-Afrikaanse Instituut in 2013 op in de Stichting ZASM. Dankzij de lobby van prof. dr. Ena Jansen, die de door de Stichting ZASM bekostigde leerstoel Zuid-Afrikaanse letterkunde, cultuur en geschiedenis aan de Universiteit van Amsterdam bekleedde, werd er doorgegaan met het zoeken naar een oplossing om sluiting te voorkomen.

Totdat op een zaterdagmorgen Koos Bekker van Naspers het Zuid-Afrikahuis binnenwandelde. We hebben hem alles laten zien, van de bibliotheek in de kelder tot de archieven op zolder, en daarna was de zaak al snel beklonken.
— Jan Donner, voorzitter Stichting ZASM

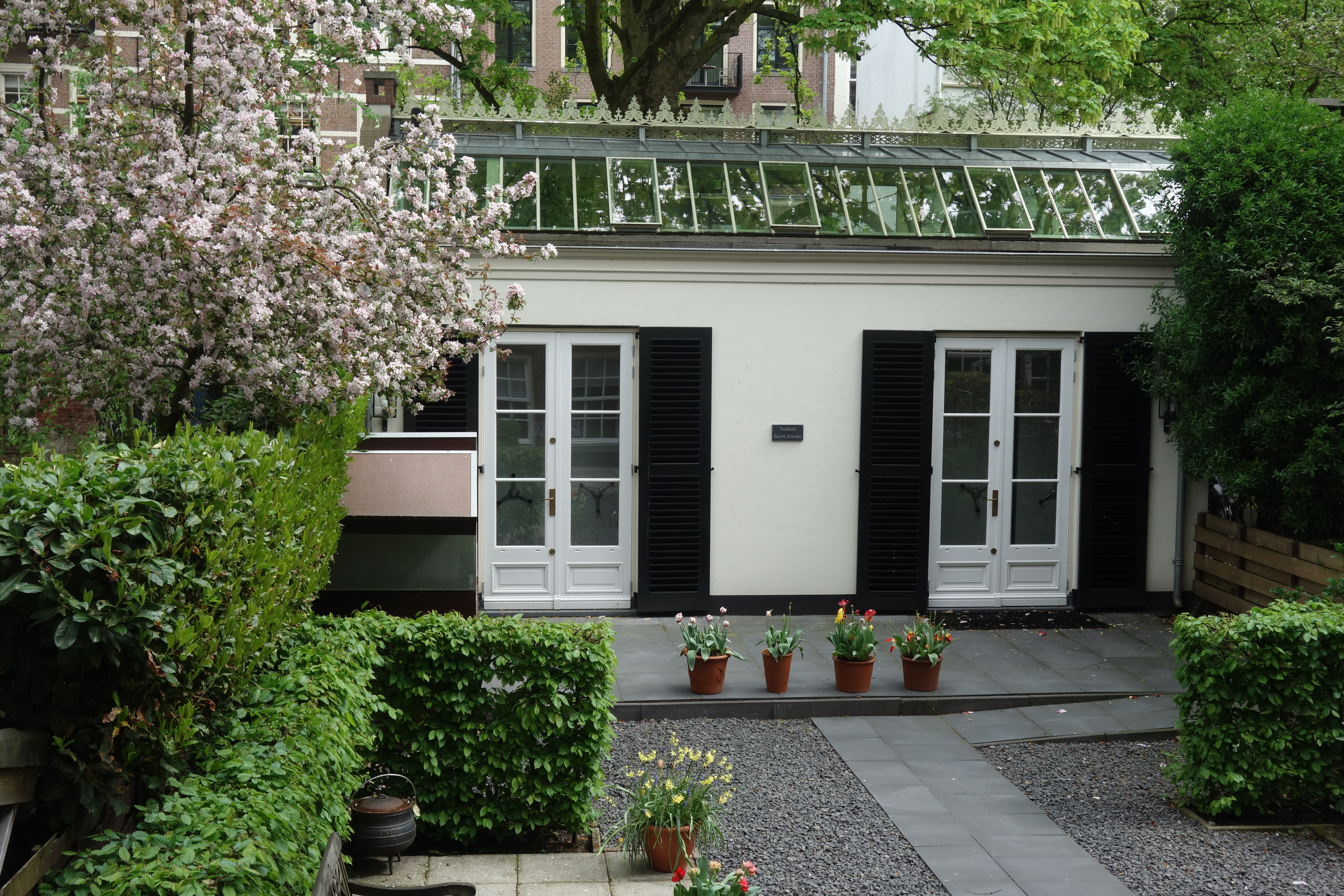
Tuinhuis en archief

Nadat Naspers toezegde de renovatie te betalen in ruil voor een gedeeltelijke koop van het Zuid-Afrikahuis van de Stichting ZASM, begonnen de verenigingen en stichtingen die in het Zuid-Afrikahuis gevestigd waren, aan een fusieproces. In 2016 werd de Nederlands-Zuid-Afrikaanse Vereniging omgezet in een stichting - de Stichting NZAV - waarna de Stichting ZASM en de NZAV fuseerden tot de Stichting Zuid-Afrikahuis Nederland. De leden van de NZAV vormden daarop de Vrienden van het Zuid-Afrikahuis.
Ondertussen werd het Zuid-Afrikahuis in mei 2014 voor een omvangrijke renovatie gesloten. De collectie verhuisde naar het Regionaal Archief in Alkmaar, waarbij een gedeelte van de collectie eveneens gerestaureerd werd. De renovatie werd afgerond in februari 2016. In april van dat jaar was het Zuid-Afrikahuis een van de locaties van het Afrikaanse Kultuurfees Amsterdam.

## Leerstoel Zuid-Afrikaanse Taal- en Letterkunde
In 1933 richtte die Stichting ZASM een stichting op voor een leerstoel aan de Gemeentelijke Universiteit (UvA) te Amsterdam op. Deze Stichting tot bevordering van de studie van taal, letterkunde, cultuur en geschiedenis van Zuid-Afrika zorgt ervoor dat er aan deze universiteit een bijzonder hoogleraar Zuid-Afrikaanse letterkunde benoemd kan worden. De Stichting tot bevordering van de studie van taal, letterkunde, cultuur en geschiedenis van Zuid-Afrika benoemt - na instemming van de Universiteit van Amsterdam - en betaalt de bijzonder hoogleraren.
De leerstoel had lange tijd zijn eigen bibliotheek. In 1938 werd de bibliotheek van de leerstoel door Elizabeth Conradie opgericht. Deze bibliotheek, het Suid-Afrikaanse Instituut genaamd, was eerst gehuisvest in de bibliotheek van de Gemeentelijke Universiteit (UvA). In 1949 verhuisde (de bibliotheek van) het Suid-Afrikaanse Instituut naar het Zuid-Afrikahuis. Voortaan was dat ook de plek waar de hoogleraren lesgaven.
Tijdens de apartheid in Zuid-Afrika weigerde de Universiteit van Amsterdam een hoogleraar te benoemen. Wel was er een door de Stichting tot bevordering van de studie van taal, letterkunde, cultuur en geschiedenis van Zuid-Afrika bekostigde docent.
Na de afschaffing van de apartheid kwamen de colleges vanaf 1995 elk semester weer terug. Aan het begin van het huidige millennium zag het Zuid-Afrikahuis echter kans de leerstoel Afrikaanse Taal- en Letterkunde opnieuw op te richten aan de Universiteit van Amsterdam. De huidige hoogleraar is mw. prof. dr. Margriet van der Waal.

### Hoogleraren
Vanaf 1933 zijn er vijf bijzonder hoogleraren en drie docenten Zuid-Afrikaanse letterkunde geweest.
| Naam | Periode      | Positie              | Opmerkingen |
| --- | ------------ | -------------------- | --- |
| Gerrit Besselaar | 1933 – 1938  | bijzonder hoogleraar | Stopt door vertrek |
| Elizabeth Conradie | 1938 – 1939  | tijdelijk lector     | Stopt vanwege het uitbreken van de Tweede Wereldoorlog.                                                                                  |
| Geen hoogleraar of docent vanwege de Tweede Wereldoorlog                                                              |              |                      | |
| N.P. Van Wyk Louw | 1947 – 1959  | bijzonder hoogleraar | Stopt door vertrek. |
| Hendrik van der Merwe Scholtz                                                                                         | 1959 – 1969  | bijzonder hoogleraar | Stopt door vertrek. |
| Truida Lijphart-Bezuidenhout                                                                                          | 1969 – 1987  | docent               | Universiteit van Amsterdam weigert haar vanwege de apartheid in Zuid-Afrika tot bijzonder hoogleraar te benoemen. Stopt door overlijden. |
| Geen hoogleraar of docent vanwege de culturele boycot die Nederland heeft ingesteld tegen de apartheid in Zuid-Afrika |              |                      | |
| Hans Ester | 1995 – 2000  | docent               | Stopt vanwege heroprichting van de leerstoel                                                                                             |
| Ena Jansen | 2001 – 2016  | bijzonder hoogleraar | Stopt vanwege emeritaat |
| Margriet van der Waal                                                                                                 | 2017 – heden | bijzonder hoogleraar | |

## Stichting Studiefonds voor Zuid-Afrikaanse Studenten
Het fonds is opgericht in 1885 en verschaft beurzen aan Zuid-Afrikaanse studenten die 3 tot 6 maanden in Nederland verblijven, vaak in het kader van een uitruilprogramma tussen Nederlandse en Zuid-Afrikaanse studenten op het gebied van de Humaniora. De studie draagt bij aan het behalen van een MA graad of een proefschrift.
Het fonds geeft ook reisbeurzen aan onderzoekers die een korte tijd in Nederland verblijven voor onderzoek, cursussen of congressen.